# Processó de la Santa Sang (Bruges)
|  | Per a altres significats, vegeu «Processó de la Sang». |

La Processó de la Santa Sang (en neerlandès: Heilig Bloedprocessie) és una processó catòlica, de data de l'edat mitjana, que té lloc cada Dia de l'Ascensió a la ciutat de Bruges.

## Història
La Processó de la Santa Sang sembla haver sorgit com una cerimònia cívica a finals del segle xiii. L'any 1303, si no abans, la processó cerimonial portava la relíquia de la Santa Sang al voltant del perímetre de les muralles de la ciutat, acabades el 1297 La processó commemora l'alliberament de la ciutat, per part dels herois nacionals Jan Breydel i Pieter de Coninck, de la tirania francesa el maig de l'any anterior. Té lloc el dia de l'Ascensió, com una de les grans celebracions religioses a Bèlgica. Els residents de la zona fan una recreació històrica de l'arribada de l'ampolla juntament amb dramatitzacions similars d' esdeveniments bíblics. L'obra de la passió, el Jeu du Saint Sang té lloc cada cinc anys. De seixanta a cent mil espectadors observen la processó, una desfilada d'escenes històriques i històries bíbliques. En un parell d'hores passen cors, grups de dansa (per exemple, teatre de dansa Aglaja), animals (des d'oques fins a camells), carrosses tirades per cavalls i petites obres de teatre amb molts actors.
La peça central és la Relíquia amb la Preciosa Sang de Jesús. El relat tradicional sosté que Josep d'Arimatea va netejar el rostre tacat de sang del Crist mort i va conservar amb cura la tela, que més tard, després de la Segona Croada del segle xii va ser suposadament portada a la ciutat per Teodoric, comte de Flandes, que l'havia rebut del rei Balduí III de Jerusalem en reconeixement de la seva valentia. Tanmateix, una visió alternativa diu que després del saqueig de Constantinoble el 1204, durant la Quarta Croada, Balduí, comte de Flandes va ser escollit emperador i va enviar relíquies saquejades a Flandes. Les seves dues filles vivien a Bruges. La documentació més antiga de la relíquia de la Santa Sang data de 1256.
L'any 2015 es va cancel·lar la processó, unes hores abans que estava previst començar, a causa del mal temps. El 2020 es va cancel·lar per problemes de salut a causa de la pandèmia de la COVID-19.

## Pel·legrinatge
Més de 3.000 persones de Bruges participen en l'espectacle, que també s'anomena "Brugges Schoonste Dag" (en neerlandès: "El dia més bonic de Bruges"). La gent de Bruges solia decorar les seves façanes amb banderes dels colors de la ciutat i del país. L'esdeveniment conserva el seu aspecte espiritual formal. Cada any, el bisbe i el governador conviden alts convidats diplomàtics. Entre els convidats més famosos hi havia l'arquebisbe de Cracòvia, el cardenal Wojtyła, el 1973 i el cardenal Wiseman l'any 1849. Molts bisbes, sacerdots i monges d'arreu del món vénen a celebrar aquesta famosa processó. Al matí se celebra una missa pontifícia a la catedral i, a la tarda, la processó. Els clergues porten la relíquia a les espatlles, custodiats per la confraria. Quan passa la relíquia de la Santa Sang, la multitud es queda quieta i en silenci amb reverència. L'any 2009, l'esdeveniment va ser inscrit a la Llista Representativa del Patrimoni Cultural Immaterial de la Humanitat de la UNESCO.

## Galeria

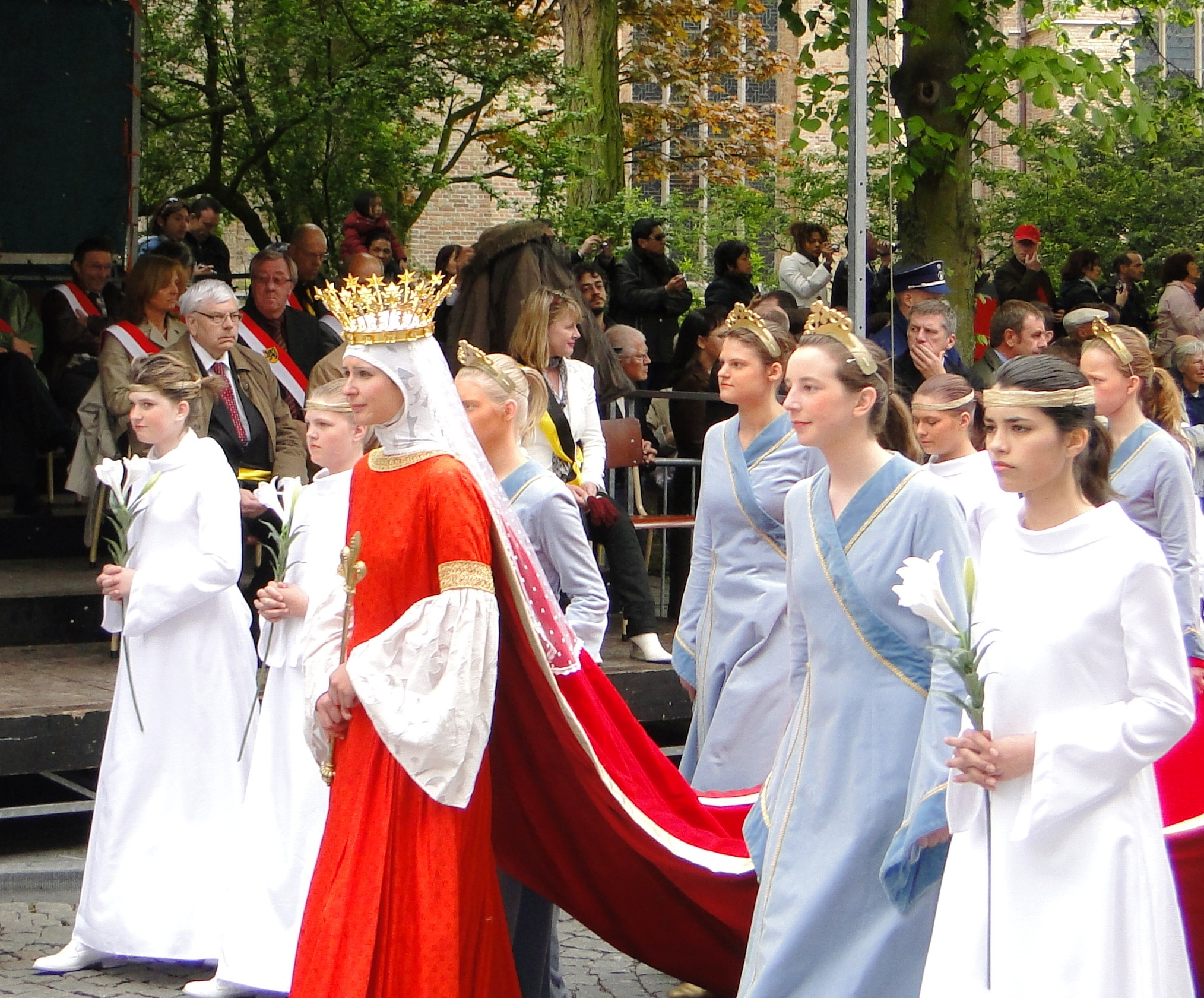
La Mare de Déu, maig de 2010
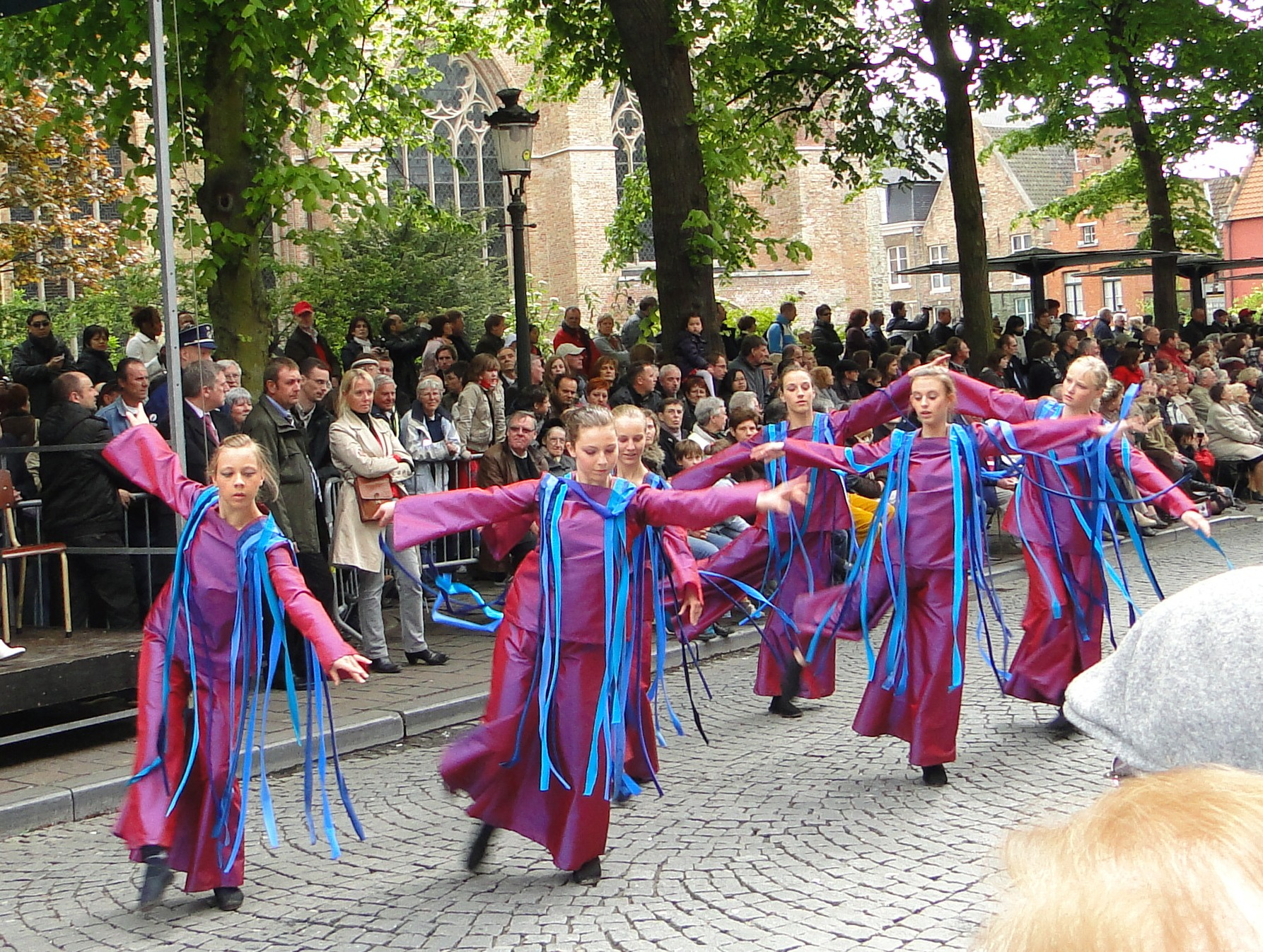
El Nou Testament
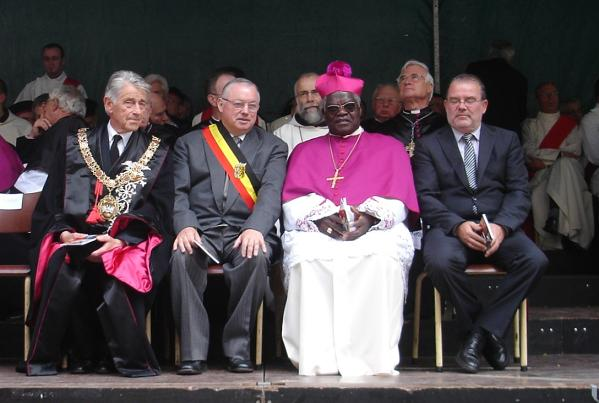
Laurent Monsengwo Pasinya a l'estand oficial
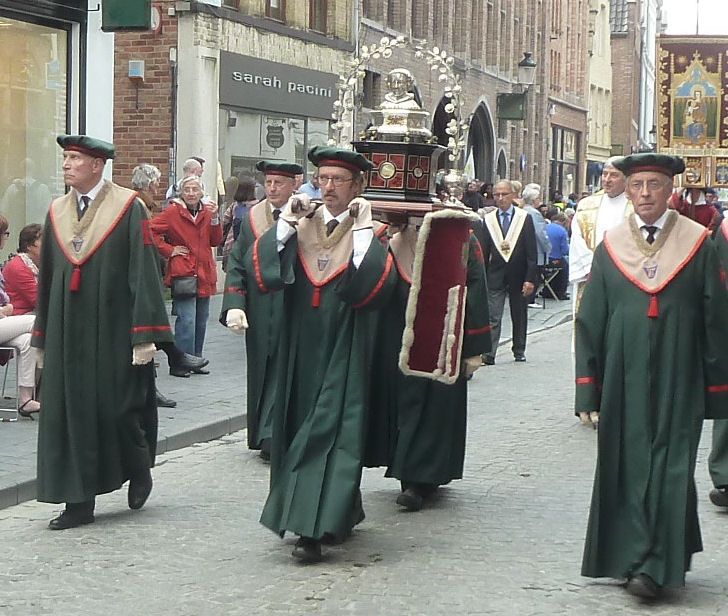
Altres relíquies són tretes també a la processó
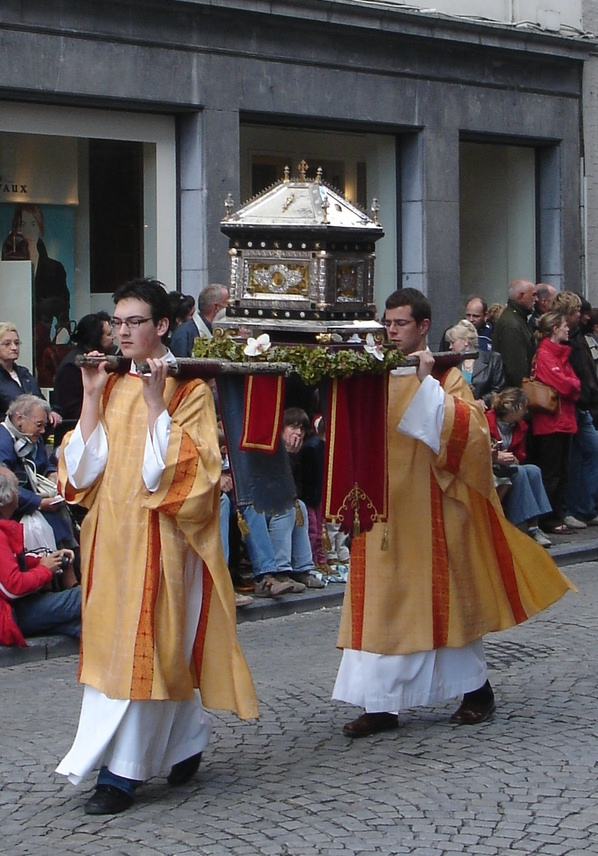
Sant Donat de Reims, patró de la diòcesi